# Martina Strutz
Martina Strutz (ur. 4 listopada 1981 w Schwerin) – niemiecka lekkoatletka specjalizująca się w skoku o tyczce.

## Osiągnięcia
- 5. miejsce podczas mistrzostw świata juniorów (Santiago 2000)
- 4. miejsce na młodzieżowych mistrzostwach Europy (Amsterdam 2001)
- 3. lokata w halowym pucharze Europy (Liévin 2006)
- 5. miejsce na mistrzostwach Europy (Göteborg 2006)
- 4. lokata podczas pucharu świata (Ateny 2006)
- srebro mistrzostw świata (Daegu 2011)
- wicemistrzostwo Europy (Helsinki 2012)
- 5. miejsce podczas igrzysk olimpijskich (Londyn 2012)
- 8. miejsce podczas mistrzostw świata (Pekin 2015)
- 9. miejsce na igrzyskach olimpijskich (Rio de Janeiro 2016)

## Rekordy życiowe
- skok o tyczce (stadion) – 4,80 (2011) do 2012 rekord Niemiec
- skok o tyczce (hala) – 4,55 (2011)

## Progresja wyników
| Rok          | 1998 | 1999 | 2000 | 2001 | 2002 | 2003 | 2004 | 2005  | 2006 | 2007 | 2008 | 2009 | 2010 | 2011 | 2012 | 2013 | 2014  | 2015 | 2016 |
| Wysokość (m) | 3,80 | 4,10 | 4,20 | 4,42 | 4,30 | 4,20 | 4,31 | 4,40i | 4,50 | 4,45 | 4,52 | 4,40 | 4,30 | 4,80 | 4,60 | 4,65 | 4,46i | 4,65 | 4,70 |